# Некрасовы
Некрасовы — дворянский род.
Одним из первых упоминаний о роде Некрасовых относится к 1521/1522 годам, где подьячий Поместного приказа Иван Некрасов упомянут в грамоте отвода земли Покровскому Угличскому монастырю, а дьяк Петеля Некрасов упомянут в 1570 году, писавший указную грамоту царя Ивана Васильевича.
Род внесён во вторую часть дворянской родословной книги Ярославской губернии.

## Описание герба
В червлёном щите две скрещенные золотые секиры, обременённые серебряным с золотой рукоятью мечом, поставленного остриём вверх.
Над щитом дворянский коронованный шлем. Нашлемник — три страусовых пера: среднее — золотое, крайние — червлёные. Намёт червлёный с золотом. Герб рода Некрасовых внесён в Часть 20 Общего гербовника дворянских родов Всероссийской империи, стр. 128.
В гербе Некрасовых меч указывает на военную службу родоначальника, а секира является частью герба Ярославской губернии, в родословную книгу которой внесён род Некрасовых. В знак признательности Н. А. Некрасову, меч с золотой рукоятью поверх двух бердышей накрест — фигуры герба Некрасовых, включены в композицию герба Некрасовского района.

## Известные представители
- Некрасов Алфим — воевода в Орле в 1663 г.
- Некрасов Иван — воевода в Чернавском остроге в 1664 г.
- Некрасов Богдан — воевода в Маяуком в 1677—1678 г.
- Некрасов Илья — воевода в Краснокутске в 1677—1678 г[3].